# ناحیه فردونیا، میشیگان
ناحیه فردونیا (به انگلیسی: Fredonia Township) یک منطقهٔ مسکونی در ایالات متحده آمریکا است که در شهرستان کالهاون، میشیگان واقع شده‌است.
 ناحیه فردونیا ۹۰٫۲ کیلومتر مربع مساحت و ۱٬۶۲۶ نفر جمعیت دارد و ۲۸۶ متر بالاتر از سطح دریا واقع شده‌است.